# Kamienica Oppenheimów i Regirerów w Warszawie
Kamienica Oppenheimów i Regirerów – modernistyczna kamienica z licznymi elementami secesji wewnątrz budynku i w przejeździe bramnym wzniesiona w roku 1913 na polecenie Arona Oppenheima. Budynek podpiwniczony, siedmiokondygnacyjny. Gmach zlokalizowany jest w ścisłym centrum Warszawy w sąsiedztwie Placu Politechniki.

## Opis

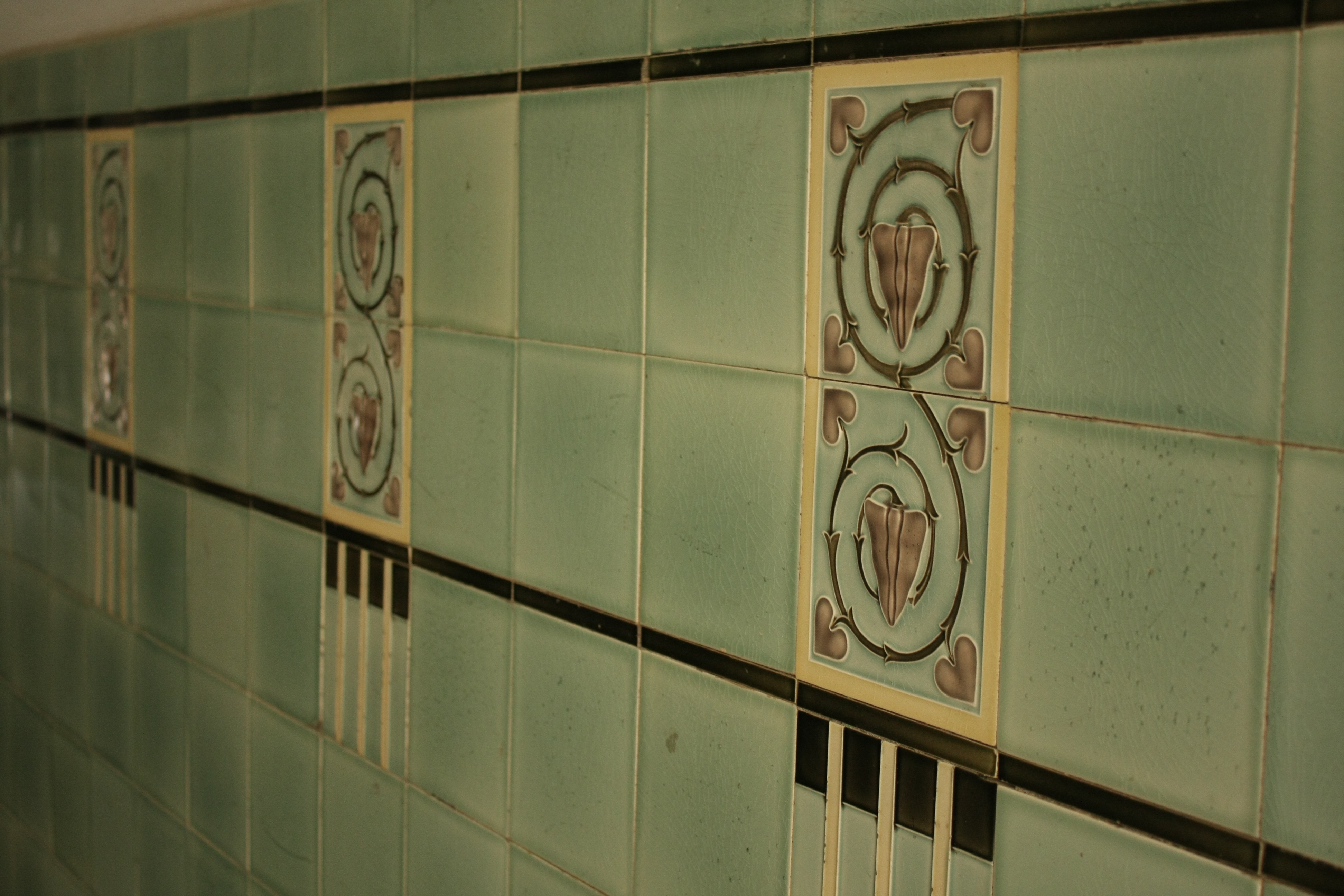
Płytki glazurowane w przejeździe bramnym kamienicy

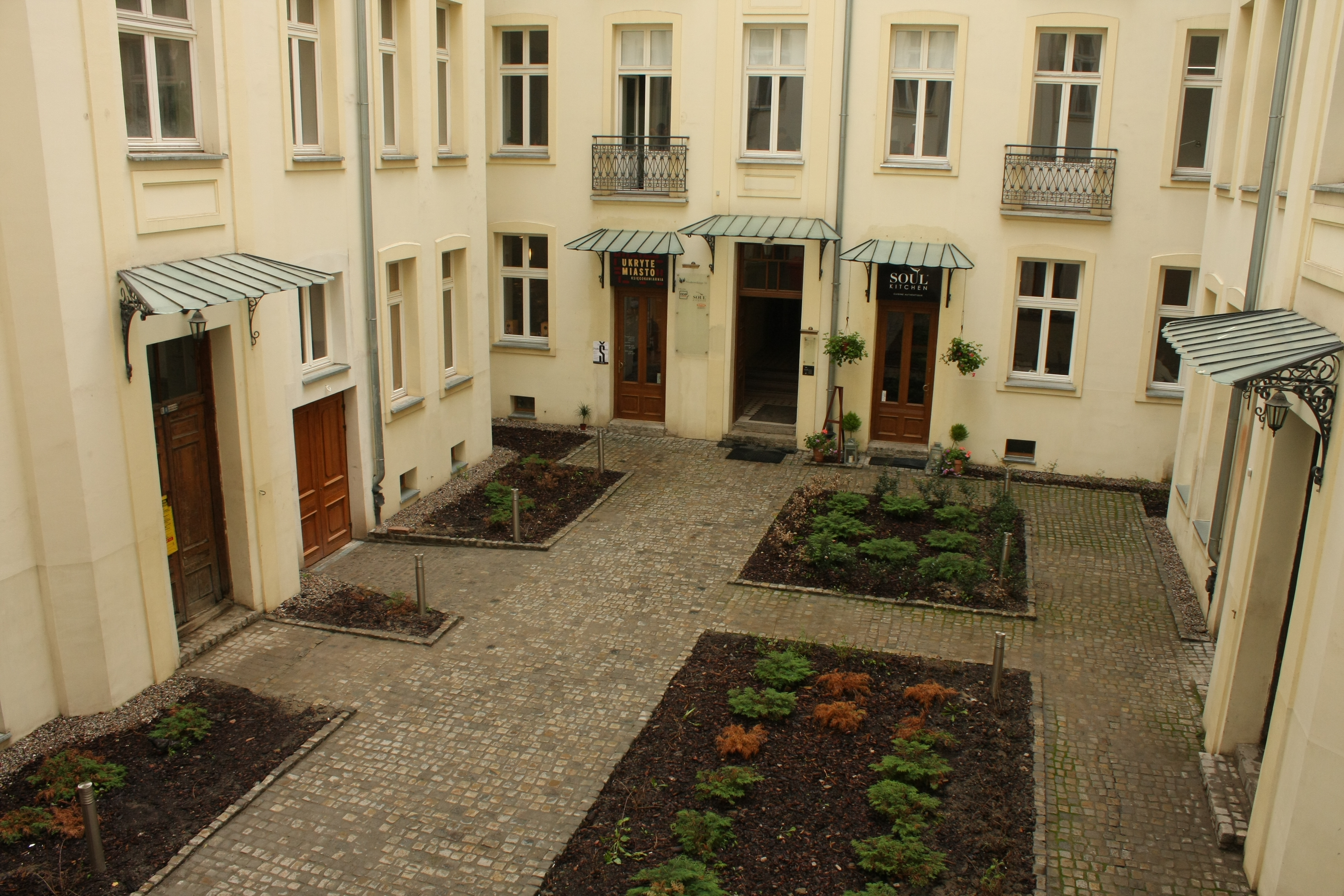
Dziedziniec budynku

W 1905 dokonano parcelacji działek przy obecnej ulicy Noakowskiego (numery parzyste) przez trzy rodziny tj. Oppenheimów, Lewenfiszów oraz Rubinlichtów. Między innymi dzięki temu działaniu powstały kamienice przy ulicy imienia prof. Stanisława Noakowskiego.
28 marca 1940 przy Noakowskiego 16 Gestapo aresztowało polskiego, złotego medalistę olimpijskiego w biegu na 10 km z Los Angeles oraz działacza ruchu oporu – Janusza Kusocińskiego.
Podczas II wojny światowej budynek nie odniósł większych uszkodzeń. Powojenna inwentaryzacja charakteryzowała ogólny stan budynku jako dobry, wskazano jedynie na konieczność wymiany dachu.
Po wojnie kamienicę przejął posługując się sfałszowanymi dokumentami oszust Leon Kalinowski, po czym sprzedał ją Romanowi Kępskiemu (75% udziału) i Zbigniewowi Szczechowiczowi (25% udziału).
Kamienica w 1978 została wpisana do gminnej ewidencji zabytków, a w 2015 do rejestru zabytków.
W 2003 nieruchomość o wartości 15,4 mln zł została zreprywatyzowana na korzyść 11 spadkobierców Szczechowicza i Kępskiego – wśród nich Andrzeja Waltza, siostrzeńca Romana Kępskiego i męża późniejszej prezydent Warszawy Hanny Gronkiewicz-Waltz, oraz jego córki Dominiki, którzy razem zarobili na transakcji 5 mln zł. W 2007 rodzina Waltzów sprzedała kamienicę firmie Fenix Group.